# Circonscription de Barton
Pour les articles homonymes, voir Barton.
La circonscription de Barton est une circonscription électorale australienne en Nouvelle-Galles du Sud. Elle a été créée en 1922 et porte le nom d'Edmund Barton qui fut le premier premier ministre d'Australie. Elle est située au centre de Sydney et inclut les quartiers d'Hurstville, Kogarah et Rockdale.
Siège disputé, il est détenu entre 1983 et 2013 et depuis 2016 par le Parti travailliste et a été occupé par le ministre de la Justice australien Robert McClelland.

## Représentants
| Nom                | Parti            | Période de mandat |
| ------------------ | ---------------- | ----------------- |
| Frederick McDonald | Travailliste     | 1922–1925         |
| Thomas Ley         | Nationaliste     | 1925–1928         |
| James Tully        | Travailliste     | 1928–1931         |
| Albert Lane        | United Australia | 1931–1940         |
| Herbert Vere Evatt | Travailliste     | 1940–1958         |
| Leonard Reynolds   | Travailliste     | 1958–1966         |
| William Arthur     | Libéral          | 1966–1969         |
| Leonard Reynolds   | Travailliste     | 1969– 1975        |
| James Bradfield    | Libéral          | 1975–1983         |
| Gary Punch         | Travailliste     | 1983–1996         |
| Robert McClelland  | Travailliste     | 1996–2013         |
| Nickolas Varvaris  | Libéral          | 2013–2016         |
| Linda Burney       | Travailliste     | 2016-2025         |
| Ash Ambihaipahar   | Travailliste     | 2025-en cours     |